# Бронетанкові війська Естонії (1918—1940)
Бронетанкові війська Естонії — рід військ в Сухопутних військах Естонії, допоміжна ударна сила Сухопутних військ та засіб збройної боротьби з агресією, що існували у період 1918—1940 років.

## Історія

### Визвольна війна 1918—1920 років
Як і інші країни Балтії, Естонія створила власні бронетанкові війська в ході Громадянської війни. Восени — взимку 1918 року естонські частини захопили 5 бронемашин червоних, а в грудні побудували ще один бронемашину в Талліні (на шасі вантажівки Diamler). У січні — квітні 1919 року було виготовлено ще 4 аналогічних броньовика на шасі англійського 3-тонної вантажівки АЕС. Ці машини отримали позначення М1918 і М1919 відповідно.
Всього до січня 1921 армія Естонії мала на озброєнні 11 броньованих машин (5 М1918 / 1919, 1 «Пірлесс», 4 «Остіна», 1 «Фіат-Іжорський»), зведених в броньовий дивізіон.

### Міжвоєнний період 1921—1939 років
У 1927 році в Таллінні виготовили 3 броньових автомобіля на англійському шасі Crossley 4.2, що отримали найменування М1927. У 1928 році до них додалися ще 9 машин модернізованої конструкції — М1928. Усі 12 броньовиків мали обертову башту і озброювалися 37-мм гарматою і 7,71-мм кулеметами.
Танкові сили Естонії були представлені 4 англійськими танками МК-V і 12 французькими Renault FT-17, отриманими в 1920 році. У 1938 році Естонія закупила у Польщі 6 танкеток TKS. Всі бронеавтомобілі і танки до літа 1940 року входили до складу автотанкового полку, сформованого ще в 1928 році.
Незважаючи на доволі обмежений державний бюджет та зовнішньополітичні виклики естонський уряд у міжвоєнний період встиг закупити декілька зразків техніки в Австрії. Так, у уряду Австрії до Аншлюсу були замовлені автомобілі Steyr-640, на базі яких у 1939—1940 роках було розроблено броньовик для естонської армії. Дані про нього доволі обмежені, однак відомо. що один зразок таки поступив на озброєння.
Крім того, до літа 1940 у складі Естонської армії був полк бронепоїздів, що мав 3 бронепоїзди і 1 батарею залізничних гармат.

### Поліцейська бронетехніка
Крім армії, мала бронеавтомобіль і поліція Таллінна. Це був закуплений у 1936 році в Швеції бронеавтомобіль Landsverk L180. Зовні він був схожий на латиський бронеавтомобіль Landsverk L181, але був озброєний двома 7,7-мм кулеметами Madsen.

## Розформування
Бронетанкові сили Естонії розформовані у зв'язку з анексією держави СРСР.